# Премия Австрийской службы памяти жертв Холокоста
Премия Австрийской службы памяти жертв Холокоста — ежегодно с 2006 года вручается человеку, много сделавшему для сохранения памяти о жертвах Холокоста.
Премия была учреждена в 2006 году Австрийской службой памяти жертв Холокоста.
Начиная с 1992 года молодые австрийцы несут Службу Памяти в Аргентине, Австралии, Бельгии, Бразилии, Болгарии, Китае, Германии, Великобритании, Франции, Израиле, Италии, Литве, Нидерландах, Норвегии, Польше, России, Чехии, на Украине, в Венгрии и США. Таким образом, молодые австрийцы во всем мире берут на себя ответственность за преступления, совершенные, в том числе, и австрийскими национал-социалистами. Целью премии является ежегодное обращение внимания на человека, помогающего сохранить память о жертвах Холокоста.
Впервые награда была вручена 17 октября 2006 года президентом еврейского общества Шанхая Морисом Отана в помещении австрийского Генерального консульства китайскому историку Пань Гуану.
В 2018-м году впервые в истории премии награждаются два человека. 10-го июля посол Австрии в России, Йоханнес Айгнер, вручает премию председателям Центра и Фонда «Холокост» Алле Гербер и Илью Альтману.

## Лауреаты
- 2006 — Пань Гуан, директор Шанхайского центра международных исследований и Института европейских и азиатских исследований при Шанхайской академии общественных наук[1], Центр еврейских исследований Шанхай, Китайская Народная Республика
- 2007 — Альберто Динес, Каса Стефан Цвейг, Петрополис, Бразилия
- 2008 — Робер Хебра, Мемориальный Музей Орадура, Орадур-сюр-Глан, Франция
- 2009 — Джей Ипсон (англ. Jay M. Ipson), Ричмонд (Виргиния), США
- 2010 — Ева Маркс (англ. Eva Marks), Мельбурн, Австралия
- 2011 — Синагога «Хевра Ломдей Мишнаёс» в Освенциме, Освенцим, Польша[2]
- 2012 — Ладислаус Лёб, Брайтон, Англия
- 2013 — Хуго Хёлленрейнер[нем.], Ингольштадт, Германия
- 2014 — Вестерманис, Маргерс (англ. Margers Vestermanis), Рига, Латвия
- 2015 — Розенберг, Эрика, Буэнос-Айрес, Аргентина
- 2016 — Фразинетти, Джорджо, Предаппио, Италия
- 2017 — Рубен Фукс, Белград, Сербия
- 2018 — Алла Гербер и Илья Альтман, Москва, Россия